# Bombardeo de Alcañiz
En el contexto de la guerra civil española, el bombardeo de Alcañiz fue un ataque aéreo que tuvo lugar el 3 de marzo de 1938 contra la localidad turolense de Alcañiz. A pesar de que este ataque no es de los más conocidos, dado el elevado número de bajas constituyó uno de los más duros de toda la contienda: cayeron más bombas de las que las aviaciones italiana y alemana descargarían sobre Guernica aunque no del tipo incendiario. Pese a sufrir abundantes desperfectos, no fue una de las localidades más afectadas en Aragón por la guerra civil.

## Contexto general
La batalla de Teruel finalizó el 22 de febrero de 1938, tres semanas después del fin de la hostilidades en Teruel, el 7 de marzo, comenzó la ofensiva de Aragón. El bombardeo de Alcañiz se situó entre ambas contiendas. Este acontecimiento fue determinante para el avance del bando sublevado con el objetivo de llegar a Cataluña y partir en dos el territorio llegando hasta el mar Mediterráneo.
La ciudad era sede de la columna Macià-Companys y, en el momento del bombardeo, se encontraban las jefaturas de los XII yXVIII Cuerpos del Ejército republicano, pero no era considerado un objetivo militar. Era una ciudad de retaguardia. No tenía industria militar de ninguna clase ni tampoco tenía un valor estratégico extraordinario. En el documento de órdenes entregado a la aviación figura el mensaje: «Bombardamento Paese di Alcañiz (bombardeo del pueblo de Alcañiz)», pese a que tras el bombardeo de Guernica el 10 de mayo de 1937, Franco había dado la orden tajante de: «no bombardear ninguna población abierta y sin tropas o industrias militares sin orden expresa del Generalísimo o del General Jefe del Aire».
Alcañiz ya había sufrido dos pequeños bombardeos durante la guerra, el primero de ellos el 26 de julio de 1936 con 5 víctimas, y el segundo el 23 de noviembre de 1937 sin víctimas, por lo que el consejo municipal dictó un bando por el cual de manera obligatoria tenían que contribuir los hombres en la construcción de los refugios, en unas condiciones muy duras, abriendo túneles o galerías mineras en tierras duras o rocas, construyéndose entre 30 y 40 refugios.

## El bombardeo

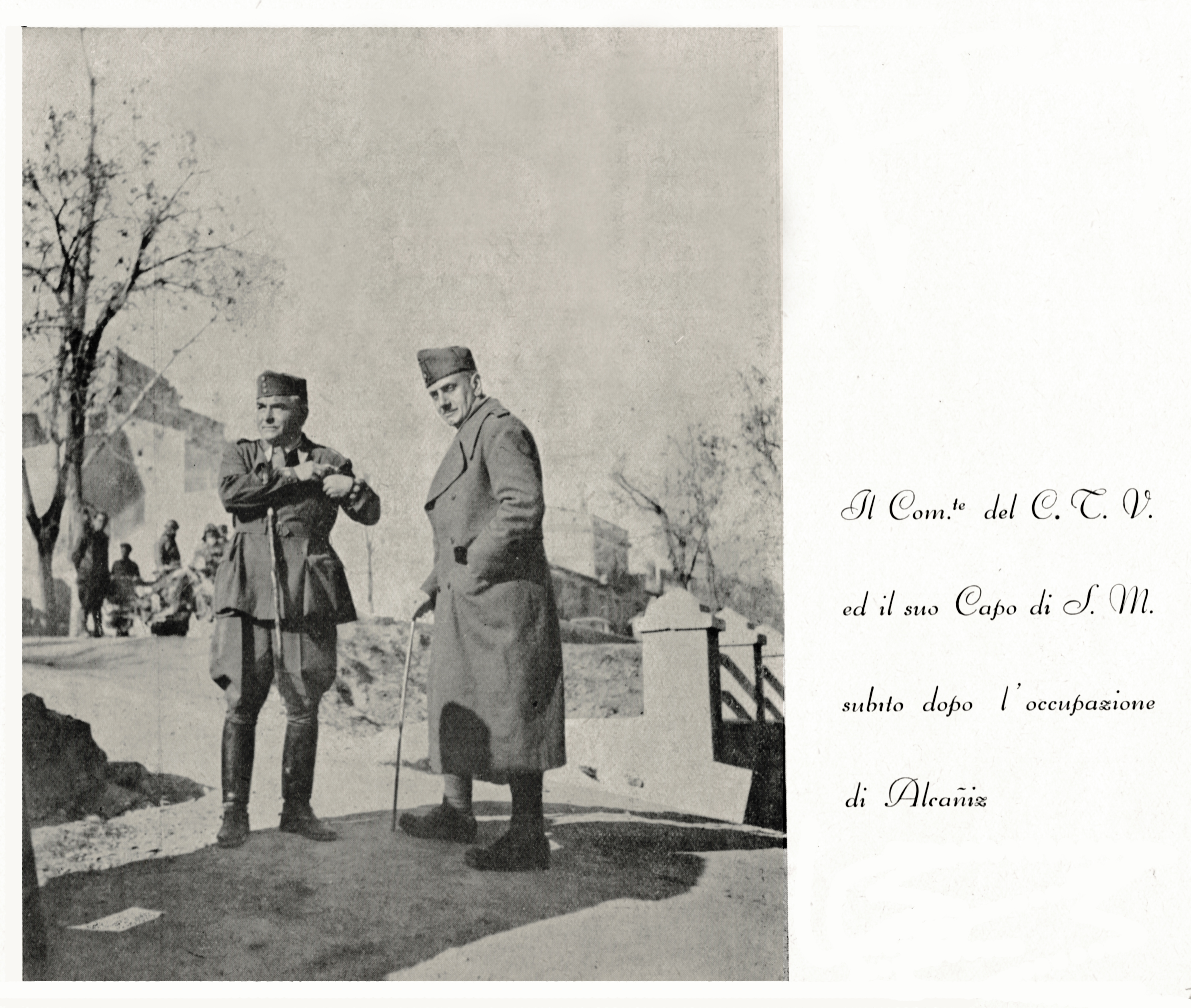
El general Mario Berti y otros miembros del Corpo Truppe Volontarie en Alcañiz en 1938

El bombardeo ocurrió cuando no había batalla en el frente alguno, que además se encontraba a 80 kilómetros de la localidad. Comenzó a las 16:10 y duró alrededor de dos minutos, fue efectuado por 15 bombarderos Savoia-Marchetti S. 79, bajo el mando del teniente coronel Ranieri Cupini, procedentes del aeródromo de Agoncillo (Logroño) que soltaron 50 bombas de 100 kilos y 120 bombas de 50 kilos. No sonaron las sirenas por lo que las bombas cayeron en sitios muy concurridos. El oficial del juzgado que realizó el recuento de fallecidos los cifró en más de 500, el número de heridos en más de 1000, más de 170 viviendas destruidas y otros muchos otros edificios y espacios anegados, aunque el cuaderno del oficial del juzgado nunca ha aparecido, un informe secreto de los republicanos de junio de 1938 hablaba de 200 víctimas, y otras fuentes indican entre 250 y 300 víctimas.
La mayoría de las víctimas fueron mujeres y niños que se hallaban tanto en el cuartel como en la Glorieta. En esa época, los jueves por la tarde no había clases obligatorias en las escuelas, por lo que muchas mujeres aprovechaban para lavar ropa en el río Guadalope. A su vez, los soldados realizaban ejercicios de instrucción en el cuartel y en el campo de fútbol, mientras otros disfrutaban de la tarde en el cine Roch. A los efectos devastadores de la metralla de las bombas se añadieron los disparos de los cazas que escoltaban a los bombarderos. Los dos hospitales, el de Las Anas y el de La San Francisco, se vieron desbordados.
El bombardeo fue silenciado tanto por el bando republicano, que rebajó la cifra de bajas hasta los 100, pues estaba preparando una ofensiva y quería evitar desmoralizar a la población, como por el bando sublevado que no quería reconocer los hechos causados y acusó de ello en el Heraldo de Aragón al bando republicano. Lo que hace que dicho bombardeo sea un bombardeo desconocido hasta la actualidad.

## Tras el bombardeo
Las fuerzas de Rafael García Valiño junto con las del Corpo Truppe Volontarie toman Alcañiz el 14 de marzo junto con Calanda.
El 29 de marzo de 1944 la Dirección General de Regiones Devastadas y Reparaciones acuerda iniciar la reconstrucción de la ciudad de Alcañiz como pueblo «adoptado». Si bien, no todas las peticiones del Ayuntamiento fueron escuchadas, se construyó una escuela, un cuartel de la guardia civil, se rehabilitó el mercado de abastos, urbanización de la Plaza Mendizábal, Muro de Santa María y Paseo de los Calatravos, ampliación del cementerio municipal, también realizó obras en algunos edificios particulares y obras de infraestructura como saneamiento, alcantarillado y pavimentaciones, además de importantes obras de desescombro.
El Gobierno de Aragón declaró en 2018 el día 3 de marzo de cada año como el día de la memoria democrática de Aragón, pero dicha ley fue derogada el 29 de febrero de 2024, si bien, posteriormente, el Tribunal Constitucional suspendió la aplicación de dicha ley por la que se derogó la ley de memoria democrática de Aragón.
En Alcañiz no había ningún monumento que recordara a las víctimas del bombardeo, tan solo unas cadenas que cercan unos palmos de tierra con una cruz de hierro y una placa, por ello, el ayuntamiento declaró en 2018 el 3 de marzo como «Día del recuerdo del bombardeo de Alcañiz» y el 3 de marzo de ese año erigió un monolito en la «Plaza del 3 de marzo de 1938» para recordar esta fecha y todos los años se celebra un acto homenaje frente al mismo con lectura de poemas, música, dramatizaciones y ofrenda de flores.